# Through Clarity
Through Clarity è il secondo EP dei Coldrain, pubblicato il 4 luglio 2012 in Giappone e il 27 gennaio 2014 in Europa.

## Il disco
Contiene 6 brani inediti della band, tra cui No Escape, Six Feet Under e Inside of Me, di cui sono stati realizzati tre video musicali diretti da Maxilla. Il brano No Escape è stato inoltre utilizzato nel videogioco Resident Evil: Operation Raccoon City, ed estratto come singolo prima dell'uscita dell'EP. Il 27 maggio è stato inoltre pubblicato il Making Of dell'album, sempre diretto da Maxilla. Dopo l'uscita dell'EP la band ha inaugurato l'omonimo tour Through Clarity Tour 2012, con date in tutto il Giappone.
Il 27 gennaio 2014 Through Clarity è stato pubblicato anche in Europa, anticipato dal singolo promozionale Inside of Me, reso disponibile per il download gratuito dal 21 gennaio. La sua uscita è stata promossa anche da un mini tour nel Regno Unito con tre date da headliner e numerosi concerti in tutta Europa in supporto dei Bullet for My Valentine.

## Tracce
Testi di Masato. Musiche di Masato e Y.K.C, eccetto dove indicato.
1. No Escape – 3:08
2. Persona – 3:21 (musica: Masato)
3. The Future – 3:30 (musica: Masato, Sugi)
4. Six Feet Under – 3:39
5. Never Look Away – 3:41
6. Inside of Me – 4:06 (musica: Masato, Sugi)

## Formazione
- Masato – voce
- Y.K.C – chitarra solista
- Sugi – chitarra ritmica, voce secondaria
- RxYxO – basso, voce secondaria
- Katsuma – batteria, percussioni

## Classifiche
| Classifica (2012) | Posizione massima |
| ----------------- | ----------------- |
| Giappone          | 14                |